# 대우 BR
새한자동차/대우자동차 BR101은 1980년 1월에 BU 100의 마이너 체인지 및 엔진을 교체한 모델로 출시한 10.1m급 리어엔진 버스였다. 

## 특이 사항
- 모델은 BR101 전비형 중비형 전중비형이 유일했다.

- 1980년 1월 최초의 모델이 생산되었고 당시에는 동종 프론트엔진버스인 BF101의 초기형의 전면부에서 리어엔진버스답게 전면 라디에이터그릴이 없는 형식이었다.
- 엔진은 BF101과 동일한 D0846HM(7,255cc) 수직 실린더 엔진이 탑재되어서 BF101과 엔진 부품 공통화를 하였다.
- 1982년 9월 BF101과 함께 페이스리프트를 거쳤는데 앞유리의 상하 폭이 더 넓어지고 전면 가니쉬도 더 세련된 형식으로 변경, 범퍼 형태도 더 깔끔한 형태로 변경하였다.
- 1983년 1월에 새한자동차가 대우자동차로 바뀌면서 전후면부 로고도 바뀌고 같은 해 중반에 BR 101의 전중비 도시형 사양인 BV 101이 등장하였으며, 고급화된 후속 모델인 BV101S이 등장한 이후에도 병행생산되다가 좌석버스, 자가용, 직행사양이었던 BR101도 1984년 하반기에 BV101로 개명하여 모델명이 통합되었다가, 1986년 후속인 BS105의 전중비형 시내버스 시내입석버스 도시형버스 자율버스 저상버스, 전중비형 시내버스 시내좌석버스, 전중비형 시외버스 시외완행버스, 전중비형 시외버스 시외직행버스, 전비형 관광용, 전비형 자가용, 전비형 시외버스 급행, 전비형 시외버스 직행 사양의 등장으로 단종되었다.

## 같이 보기
- 대우 BF
- 대우 BV